# Falga
Falga är en kommun i departementet Haute-Garonne i regionen Occitanien i södra Frankrike. Kommunen ligger i kantonen Revel som tillhör arrondissementet Toulouse. År 2022 hade Falga 148 invånare.

## Befolkningsutveckling
Antalet invånare i kommunen Falga
Referens:INSEE